# Eberhard Schumm
Eberhard Schumm (* 28. November 1943) ist ein ehemaliger deutscher Fußballspieler. 1963 spielte er für den SC Turbine Erfurt in der DDR-Oberliga, der höchsten Spielklasse im DDR-Fußball. Er  ist auch zehnfacher DDR-Juniorennationalspieler.

## Sportliche Laufbahn
Als Spieler des SC Turbine Erfurt wurde Eberhard Schumm 1961 in den Kader der DDR-Juniorennationalmannschaft berufen. Von Januar 1961 bis Mai 1962 bestritt er zehn Länderspiele mit der Juniorenauswahl, in denen er jeweils als Verteidiger aufgeboten wurde.
In der Saison 1962/63 gab Schumm bei Turbine Erfurt sein Debüt in der DDR-Oberliga, als er am 18. und 19. Spieltag den nicht einsatzbereiten Rechtsverteidiger Klaus Schwanke vertrat. Ehe er wieder in der 1. Mannschaft auftauchte, spielte Schumm bis 1964 in der Turbine-Reserve. Nach dem Abstieg aus der Oberliga spielten die Erfurter 1964/65 in der zweitklassigen DDR-Liga, wo Schumm in drei Punktspielen zum Einsatz kam. Aus der Oberliga-Reservemannschaft war Turbine Erfurt II geworden, die in die drittklassige Bezirksliga Erfurt eingegliedert wurde. Als 1965/66 der SC Turbine wieder in der Oberliga spielte, wurde Schumm zwar für die 1. Mannschaft gemeldet, bestritt aber kein Oberligaspiel. Anfang 1966 wurde die Fußballsektion des Sportclubs als eigenständiger FC Rot-Weiß Erfurt ausgegliedert. 1967 stieg Schumm mit der 2. Mannschaft aus der Bezirksliga in die DDR-Liga auf. In den Ligaspielzeiten 1967/68 und 1968/69 gehörte er mit jeweils 28 Einsätzen bei 30 ausgetragenen Punktspielen zum Spielerstamm.
Als 1969 Rot-Weiß II wieder aus der DDR-Liga absteigen musste, schloss sich Schumm dem DDR-Ligisten Kali Werra Tiefenort an. Auch dort eroberte er sich in der Spielzeit 1969/70 einen Stammplatz. Als er 1970/71 nur noch in sieben Punktspielen eingesetzt werden konnte, beendete er nach der Saison seine Laufbahn im höherklassigen Fußball.